# Ūranar
Ūranar (persiska: ولَنلَر, اورنر, Ūlanlar, Raḩmānābād, رحمان آباد) är en ort i Iran.   Den ligger i provinsen Västazarbaijan, i den nordvästra delen av landet, 700 km nordväst om huvudstaden Teheran. Ūranar ligger 1 033 meter över havet och antalet invånare är 219.
Terrängen runt Ūranar är huvudsakligen kuperad, men åt sydost är den platt. Runt Ūranar är det ganska glesbefolkat, med 39 invånare per kvadratkilometer. Närmaste större samhälle är Mākū, 16,1 km väster om Ūranar. Trakten runt Ūranar består i huvudsak av gräsmarker.